# Bryan Pelé
Bryan Pelé (Ploërmel, 25 de marzo de 1992) es un futbolista francés. Juega en la posición de centrocampista y desde 2024 milita en el Enfants de Guer.

## Trayectoria
Pelé se unió al F. C. Lorient a los doce años. Tras disputar cuatro partidos amistosos en la pretemporada, en 2013 debutó en la Ligue 1 en un encuentro ante el En Avant de Guingamp, donde jugó «veinte o veinticinco minutos». En su primera temporada, jugó trece partidos por la liga en los que dio tres asistencias, mientras que en la siguiente disputó diez encuentros, incluidos cinco de titular. En enero de 2015, firmó por dos años y medio con el Stade Brestois 29.
El 24 de abril, le dio el gol de la victoria a su equipo frente al Valenciennes F. C., en un partido por la trigésimo tercera jornada de la Ligue 2. El 15 de mayo, cuatro fechas después, le marcó al Troyes A. C. en la victoria por 2:1. En su última temporada en el equipo, dio siete asistencias. Tras quedarse libre, en junio de 2017 firmó por dos años con el Troyes A. C.

## Estadísticas
La siguiente tabla detalla los encuentros disputados y los goles marcados por Pelé en los clubes en los que ha militado.
| Club | Div.                | Temporada           | Liga  | Liga  | Liga   | Copas Nacionales(1) | Copas Nacionales(1) | Copas Nacionales(1) | Torneos | Torneos | Torneos | Total(2) | Total(2) | Total(2) |
| Club | Div.                | Temporada           | Part. | Goles | Asist. | Part.               | Goles               | Asist.              | Part.   | Goles   | Asist.  | Part.    | Goles    | Asist.   |
| --- | ------------------- | ------------------- | ----- | ----- | ------ | ------------------- | ------------------- | ------------------- | ------- | ------- | ------- | -------- | -------- | -------- |
| F. C. Lorient Francia                                                                                            | 1.ª                 | 2013-14             | 13    | 0     | 3      | 1                   | 0                   | 0                   | 0       | 0       | 0       | 14       | 0        | 3        |
| F. C. Lorient Francia                                                                                            | 1.ª                 | 2014-15             | 10    | 0     | 0      | 3                   | 0                   | 0                   | 0       | 0       | 0       | 13       | 0        | 0        |
| F. C. Lorient Francia                                                                                            | Total               | Total               | 23    | 0     | 3      | 4                   | 0                   | 0                   | 0       | 0       | 0       | 27       | 0        | 3        |
| Stade Brestois 29 Francia                                                                                        | 2.ª                 | 2014-15             | 16    | 2     | 2      | 1                   | 0                   | 0                   | 0       | 0       | 0       | 17       | 2        | 2        |
| Stade Brestois 29 Francia                                                                                        | 2.ª                 | 2015-16             | 24    | 5     | 0      | 1                   | 1                   | 0                   | 0       | 0       | 0       | 25       | 6        | 0        |
| Stade Brestois 29 Francia                                                                                        | 2.ª                 | 2016-17             | 33    | 3     | 7      | 3                   | 0                   | 0                   | 0       | 0       | 0       | 36       | 3        | 7        |
| Stade Brestois 29 Francia                                                                                        | Total               | Total               | 73    | 10    | 9      | 5                   | 1                   | 0                   | 0       | 0       | 0       | 78       | 11       | 9        |
| Troyes A. C. Francia                                                                                             | 1.ª                 | 2017-18             | 31    | 2     | 2      | 3                   | 0                   | 0                   | 0       | 0       | 0       | 34       | 2        | 2        |
| Troyes A. C. Francia                                                                                             | 2.ª                 | 2018-19             | 5     | 0     | 2      | 1                   | 0                   | 0                   | 0       | 0       | 0       | 6        | 0        | 2        |
| Troyes A. C. Francia                                                                                             | Total               | Total               | 36    | 2     | 4      | 4                   | 0                   | 0                   | 0       | 0       | 0       | 40       | 2        | 4        |
| Total en su carrera                                                                                              | Total en su carrera | Total en su carrera | 132   | 12    | 16     | 14                  | 1                   | 0                   | 0       | 0       | 0       | 145      | 13       | 16       |
| (1) Incluye datos de la Copa de Francia y Copa de la Liga de Francia (2) No incluye goles en partidos amistosos. |                     |                     |       |       |        |                     |                     |                     |         |         |         |          |          |          |